# Martha Stettler
Adelheid Fanny Martha Stettler (Berna, 25 de septiembre de 1870 - Châtillon, Hauts de Seine, 16 de diciembre de 1945) fue una artista pintora suiza, inscrita en la historia de las artes de París por haber codirigido y animado en el barrio de Montparnasse, la Academia de la Grande Chaumière existente hasta la fecha en la calle del mismo nombre y reconocida por sus cursos de pintura y de escultura.

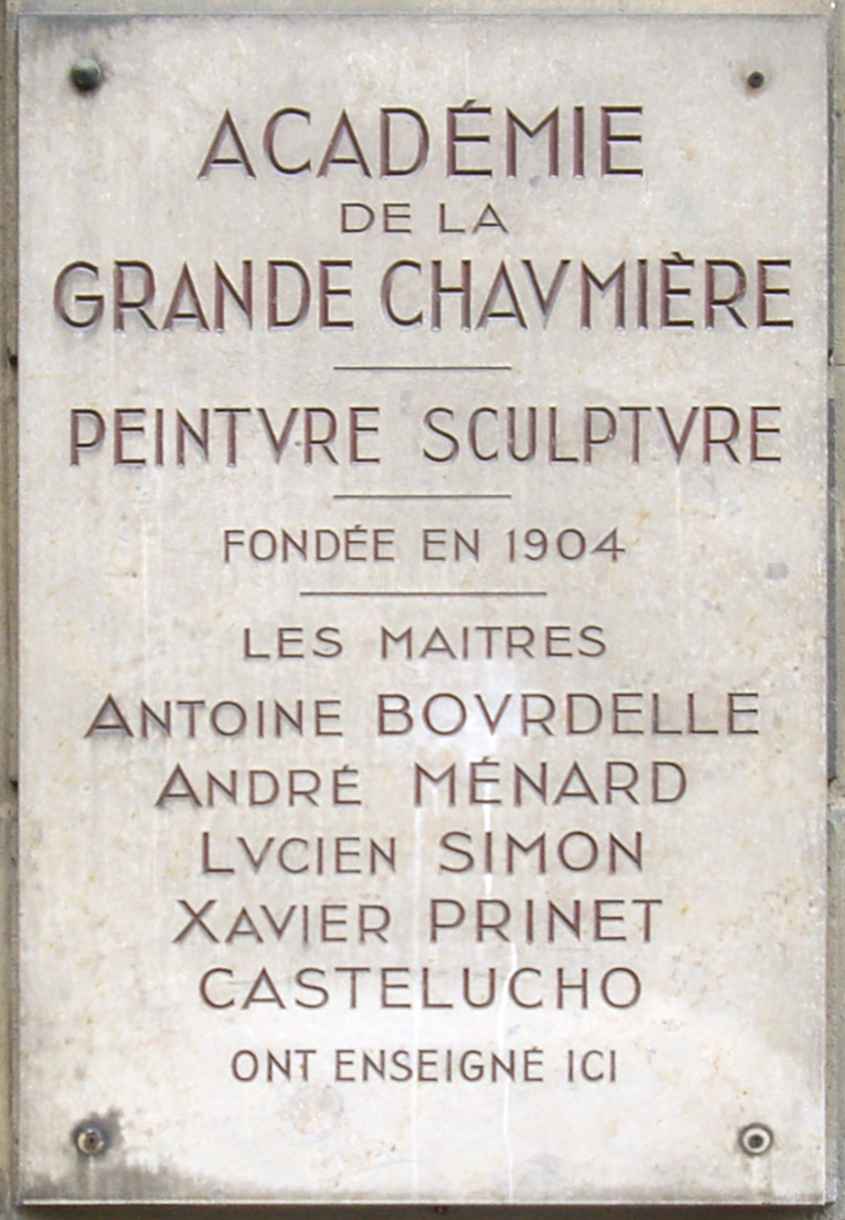
Placa de la Academia en su ubicación actual

## Datos biográficos
Fue la segunda de siete hijos de Eugen Stettler, arquitecto suizo de Berna, que se formó en París en la cercanía de Charles Garnier, durante la época en que este edificó el palacio de la Ópera Garnier de la Ciudad Luz.
En 1946 el Kunsthalle Bern, en Suiza, poco después del fallecimiento de la artista, ofreció una exhibición retrospectiva en memoria de Martha Stettler. Gran parte de su obra está mantenida en el Kunstmuseum Winterthur, el Museo de Bellas Artes de Berna, en el Museo de Arte y de Historia de Ginebra y en el Museo de Luxemburgo, en París. También hay obra de ella en la Galería Nacional de Arte Moderno en la ciudad de Roma, Italia.